# Faydit d’Aigrefeuille

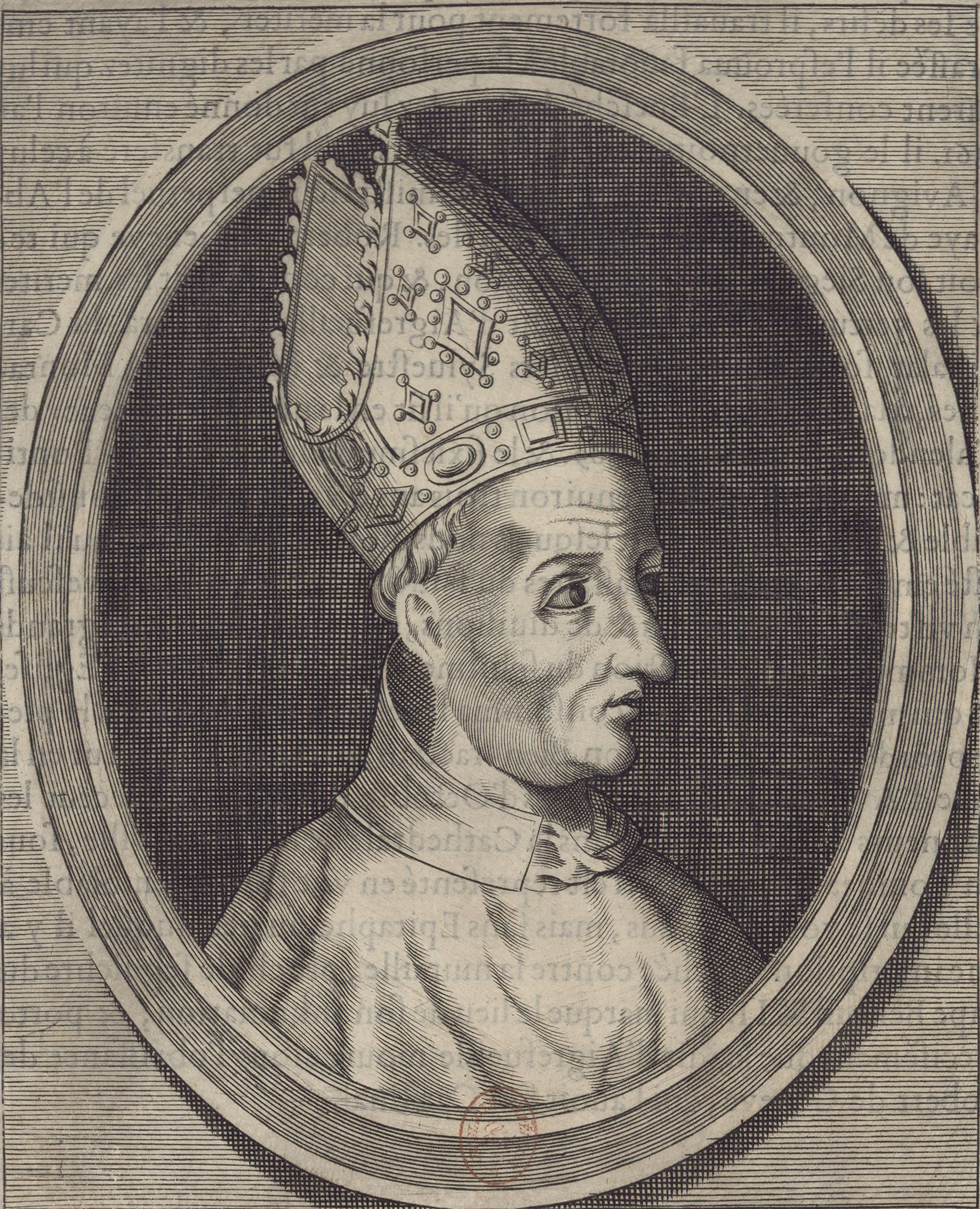
Kardinal Faydit d’Aigrefeuille

Faydit d’Aigrefeuille OSB (* in La Font im Bistum Limoges; † 2. Oktober 1391 in Avignon), genannt Kardinal von Avignon, war ein Sohn von Guillaume d’Aigrefeuille, Ritter, und Aigline de Tudeils, Bruder der Kardinäle Guillaume d’Aigrefeuille l’Ancien und Aymar d’Aigrefeuille, Marschall des Päpstlichen Hofes in Avignon.

## Leben
Als Verwandter der Päpste Clemens VI. und Gregor XI. begann er seine Kirchenlaufbahn im April 1342 als Erzpriester von Roquemaure im Bistum Montauban, Kanoniker und Sakristan in Lodève im gleichen Jahr, Kanoniker im Domkapitel von Saintes 1346 und Prior von Promilhanes (Bistum Cahors) am 13. August 1346. Er war Kanoniker in Paris ab 1348. 1350 wurde er als Unterdiakon, Kanzler und Doyen ins Erzbistum Bourges versetzt. 1358 wurde er päpstlicher Notar, Doyen der Kathedrale von Bourges, Kanoniker mit Pfründen in Bourges, Orléans und Arras; er tauschte mit Ithier de Manhac Pfründe an der Kathedrale Notre-Dame de Paris und Kathedrale von Saintes für einen Erzpriester im Bistum Saragossa und eine Pfründe an St.-Walburga-Kirche in Veurne (frz. Furnes).

### In der Umgebung von Innozenz VI.
Kurz nach dem 18. Februar 1358 wird er von Papst Innozenz VI. als Archidiakon nach Millau im Bistum Rodez versetzt, wird 1360 zum Prior von Saint-Félix in Piquecos im Bas-Quercy ernannt. Ein Jahr später wird er Kanoniker im Domkapitel der Kathedrale von Orléans, bevor ihn Innozenz VI. zu sich nach Avignon ruft und zum Apostolischen Protonotar macht.

### Der Ersatz für seine Brüder
Am 2. August 1361, nach dem Tod seines Bruders Raymond d’Aigrefeuille, folgte er ihm als Bischof von Rodez. Er wurde aber von Urban V. am päpstlichen Hof festgehalten, ernannte den Kanoniker Pierre Gaffuer zu seinem Generalvikar und nahm den Bischofssitz erst am 22. Juli 1365 ein. Am 18. Juli 1371 wurde er als Nachfolger seines Bruders Pierre d’Aigrefeuille Bischof von Avignon. Das Amt des Archidiakons in Millau im Domkapitel von Rodet behielt er bis zu seinem Tod.
Im November 1378 wurde er als Ersatz für seinen Bruder Guillaume zum Camerlengo ernannt, während dieser als Legat nach Deutschland gesandt wurde.

### Der Kardinal von Avignon
Er krönte seine Kirchenlaufbahn als Notar in der Kanzlei in Avignon als Steuereinnehmer. Im gleichen Jahr wurde er beim Konsistorium vom 23. Dezember 1383 vom Gegenpapst Clemens VII., mit dem er sich verbündet hatte, zum Kardinal erhoben und erhielt die Titelkirche Santi Silvestro e Martino ai Monti, und vor dem 6. Januar 1386 zum Administrator. In der Zwischenzeit, 1385, war er auf Bernard Odoli als Abt von Montmajour gefolgt.
Wie sein Bruder Pierre residierte auch Faydit zumeist in Villeneuve-lès-Avignon in der Bastide de Réalpanier, seiner Livrée cardinalice.
Wie alle Angehörigen seiner Familie war der Kardinal von Avignon ein Vertrauter der Grimoard. Daher wurde er am 14. April 1388 einer der Testamentsvollstrecker des Kardinals Anglic Grimoard, einem Bruder Urbans V.
Er starb am 2. Oktober 1391 in Avignon und wurde hinter dem Hauptaltar der Kathedrale von Avignon bestattet. Seine Grabstätte ist ein Werk des burgundischen Bildhauers Jacques Morel. Später wurde sein Leichnam in die Chapelle de la Purification gegenüber dem Grab Benedikts XII. transferiert.